# 569 Misa
Misa (asteroide 569) é um asteroide da cintura principal com um diâmetro de 72,95 quilómetros, a 2,170481 UA. Possui uma excentricidade de 0,1828515 e um período orbital de 1 581,17 dias (4,33 anos).
Misa tem uma velocidade orbital média de 18,27533033 km/s e uma inclinação de 1,29584º.
Este asteroide foi descoberto em 27 de Julho de 1905 por Johann Palisa.